# Hel van het Noorden (roeiwedstrijd)
De Hel van het Noorden is een 6 kilometer lange roeiwedstrijd voor de skiff en de twee-zonder-stuurman. Sinds 1975 organiseert Groninger Studenten Roeivereniging "Aegir" deze achtervolgingsrace. De Hel van het Noorden dankt zijn naam aan de gure novemberse weersomstandigheden waarin de race vaak wordt gevaren. 
Tot 1988 werd de wedstrijd op het Van Starkenborghkanaal gevaren. In 1988 verhuisde Aegir van 'De punt', gelegen aan het Van Starkenborghkanaal, naar de nieuwe locatie aan het Winschoterdiep. Hierna werd het logistiek praktischer om de wedstrijd naar het Eemskanaal te verhuizen. 